# Хљебњице
Хљебњице (слч. Chlebnice) насељено је мјесто са административним статусом сеоске општине (слч. obec) у округу Долни Кубин, у Жилинском крају, Словачка Република.

## Становништво
| Година:    | 1994. | 2004.   | 2014.   | 2024.   |
| ---------- | ----- | ------- | ------- | ------- |
| Број људи: | 1479  | 1598    | 1612    | 1619    |
| Разлика:   |       | +8,04 % | +0,87 % | +0,43 % |

| Година:    | 2023. | 2024.   |
| ---------- | ----- | ------- |
| Број људи: | 1622  | 1619    |
| Разлика:   |       | -0,18 % |

Према подацима о броју становника из 2011. године насеље је имало 1.596 становника.